# 特別恩寵
特別恩寵（とくべつおんちょう）とは、改革派神学において、神の恵みのうち、選民にのみ与えられる特別な救済的恩寵を指す語である。これに対する語が一般恩寵であり、一般恩寵だけを受けるノンクリスチャンと、罪の世から救い出されたクリスチャンの二種類に人間が分類される。
改革派神学では、外見的にクリスチャンのように見え、地上の教会に所属したことがありながら堕落した者は、最初から一般恩寵しか受けておらず、救済的な特別恩寵を受けていなかったとされる。
外見上は一時的にクリスチャンのように見えたが、実際は新生していなかった人のことをピューリタンは「一時的信者」、「偽信仰告白者」と呼んだ。